# Management Information Base
En MIB (Management Information Base) beskriver formellt de variabler som kan hanteras via SNMP. Variablerna definieras med avseende på datatyp, åtkomst (läsbara eller läs- och skrivbara) mm. Syntaxen i en MIB baseras på ASN.1 Det finns flera standardiserade MIB-definitioner - en standard beskrivs i en RFC. Exempel på en standardiserad MIB-definition är RFC1213, som definierar en MIB för TCP/IP-baserade nätverk. 